# شهرستان واجیر
شهرستان واجیر (به لاتین: Wajir County) یک شهرستان در کنیا است. شهرستان واجیر ۵۵٬۸۴۰٫۶ کیلومتر مربع مساحت و ۷۸۱٬۲۶۳ نفر جمعیت دارد.